# Comté de Garfield (Utah)
Pour les articles homonymes, voir Comté de Garfield.
Le comté de Garfield est l’un des vingt-neuf comtés de l’État de l'Utah, aux États-Unis. Il porte le nom de James Abram Garfield, élu vingtième président du pays en 1881. Le comté est formé l’année suivante.
Le siège est Panguitch, plus grande ville du comté.

## Localités
- Antimony
- Cannonville

## Comtés adjacents
- Comté de Wayne, Utah (nord)
- Comté de San Juan, Utah (est)
- Comté de Kane, Utah (sud)
- Comté d'Iron, Utah (ouest)
- Comté de Beaver, Utah (nord-ouest)
- Comté de Piute, Utah (nord-ouest)

## District historique
- Old National Park Service Housing Historic District

## Images

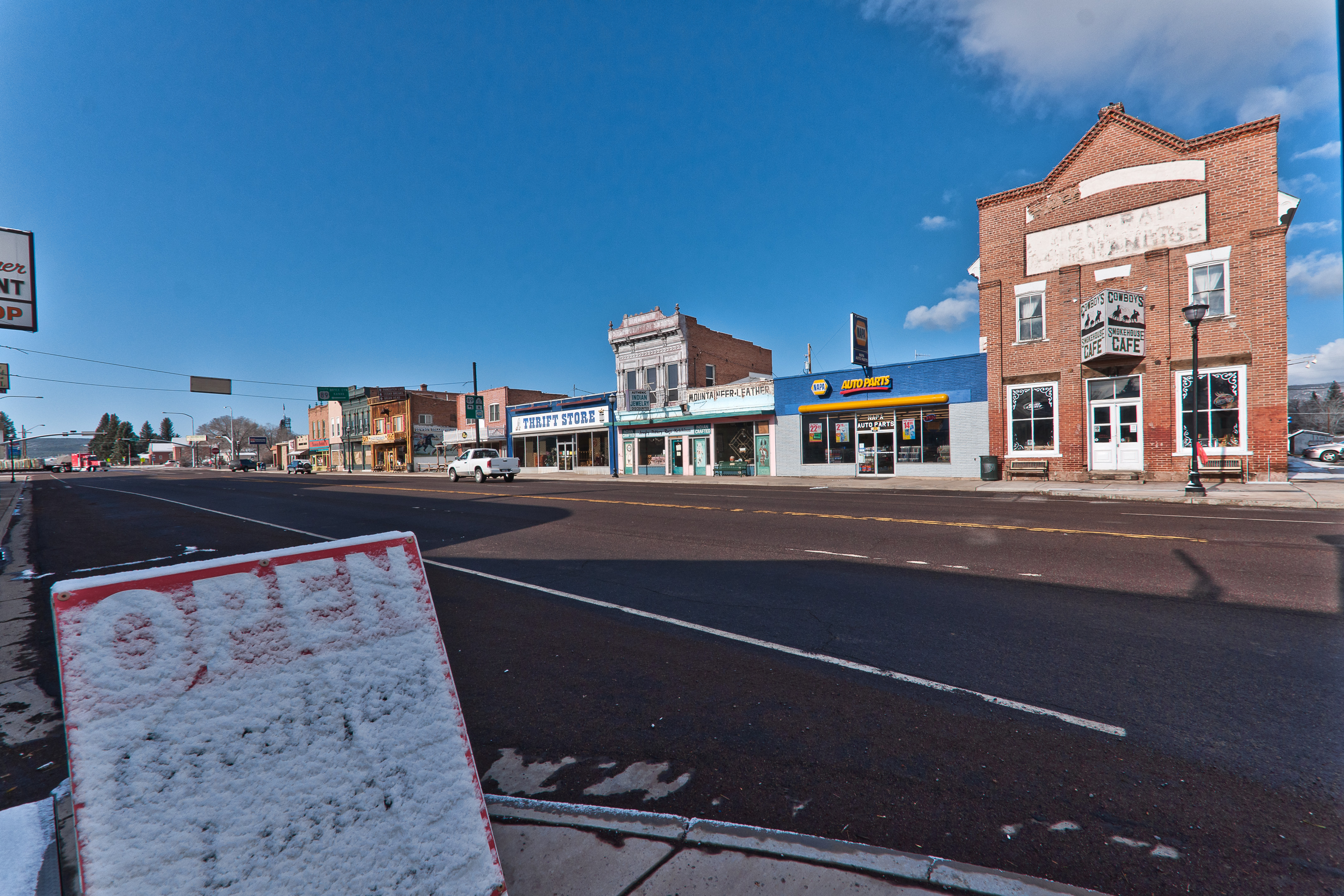
Rue principale de Panguitch.
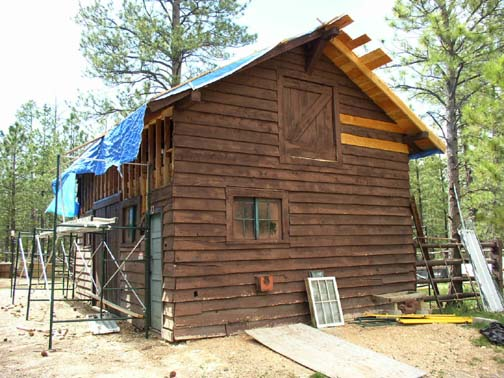
Horse Barn.
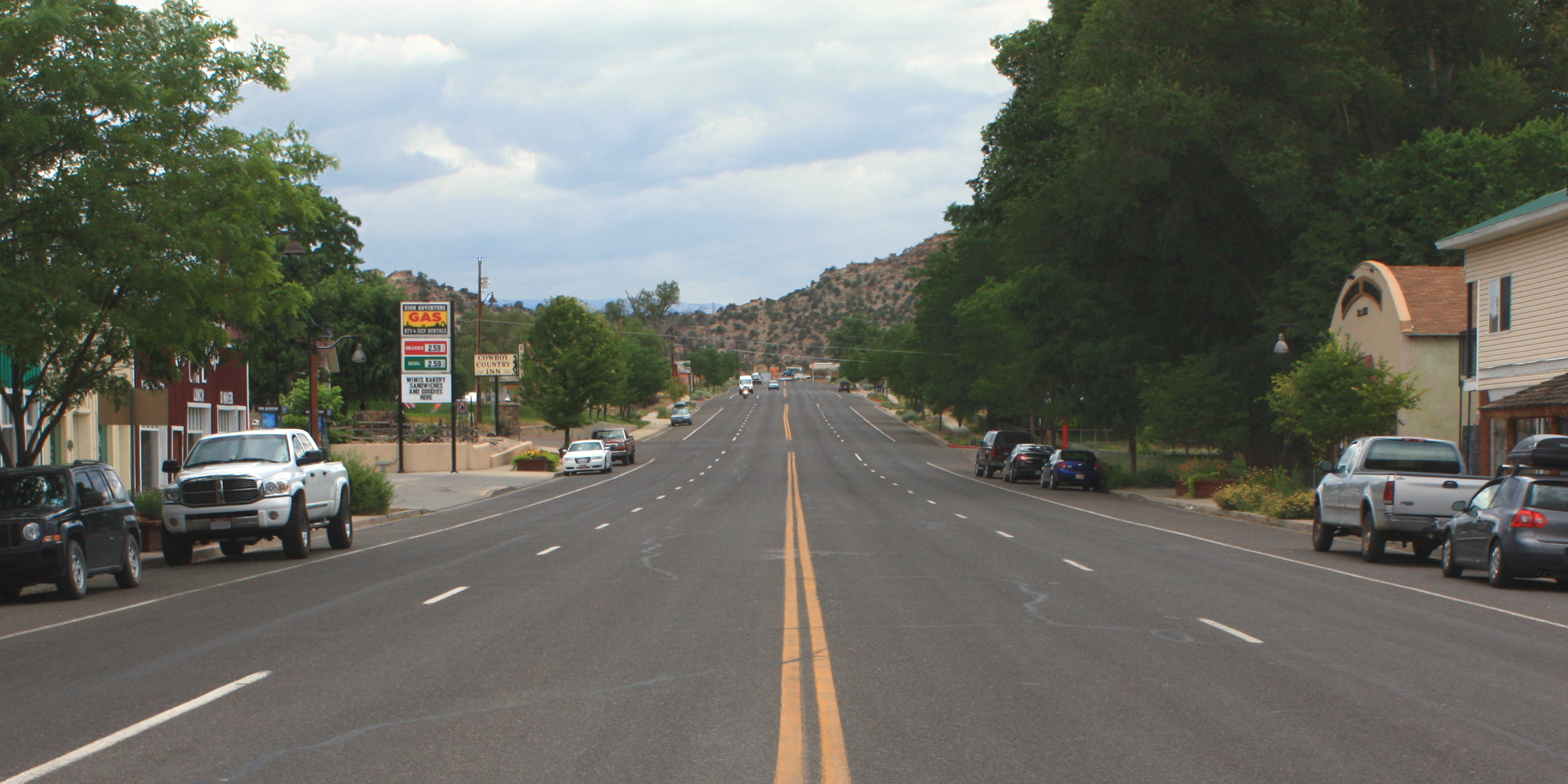
Rue principale d'Escalante.
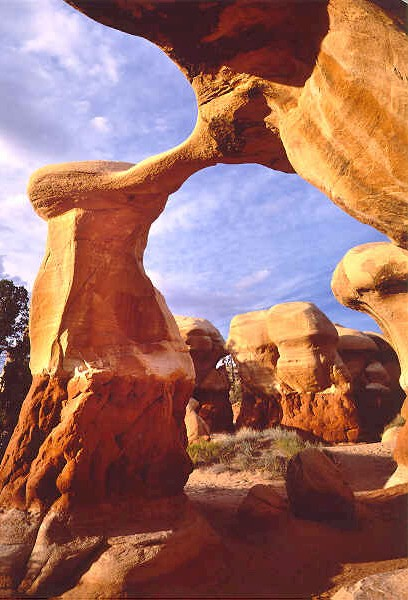
Arche dans le monument national de Grand Staircase-Escalante.